# Brinar
Brinar je priimek v Sloveniji, ki ga je po podatkih Statističnega urada Republike Slovenije na dan 1. januarja 2010 uporabljalo 72 oseb in je med vsemi priimki po pogostosti uporabe uvrščen na 5.714. mesto.

## Znani nosilci priimka
- Fran Brinar (1865−1929), šolnik, biograf
- Igor Brinar, častnik SV
- Irena Brinar (*1961), mednar. politologinja, strokovnjakinja za EU
- Ivan Brinar, genetik ?
- Josip Brinar (1874−1959), učitelj, šolnik, mladinski pisatelj
- Marjan Brinar, gozdar
- Miran Brinar (1909−2002), strokovnjak za gozdno gospodarstvo, urednik, publicist